# Cantonul Laon-Sud
Cantonul Laon-Sud este un canton din arondismentul Laon, departamentul Aisne, regiunea Picardia, Franța.

## Comune
- Arrancy
- Athies-sous-Laon
- Bièvres
- Bruyères-et-Montbérault
- Chérêt
- Chivy-lès-Étouvelles
- Clacy-et-Thierret
- Eppes
- Étouvelles
- Festieux
- Laon (parțial, reședință)
- Montchâlons
- Nouvion-le-Vineux
- Orgeval
- Parfondru
- Ployart-et-Vaurseine
- Presles-et-Thierny
- Samoussy
- Veslud
- Vorges